# 宮嵜太郎
宮嵜 太郎（みやざき たろう、1980年 - ）は、日本の起業家。
フランチャイズ専門のファンド『日本FCファンド』を運営している。株式会社豆吉郎の創業者。
V&M パートナーズ株式会社代表。

## 来歴
福岡県出身。高校中退後、京都の造園会社に入社し、3年間勤める。その後、東京の訪問営業会社に転職し、5社の新会社設立と役12の新事業を手掛けた。
2005年 食品の移動販売会社「豆吉郎」を創業。フランチャイズ本部の構築を進め、約700名と契約。売り上げ100億円（グループ会社累計）を達成し。全国最大の移動販売組織を構築運営。2017年に西日本新聞社に全株式を売却した。
2018年に都内のベンチャーキャピタル、K&Pパートナーズ株式会社参画、2019年のV&M パートナーズ株式会社設立を経て、2021年に日本FCファンド（有限責任事業会社）を設立した。

## 著書
いずれもクロスメディア・パブリッシング（インプレス）より刊行。
- 『会社は伸びてるときに売りなさい。〜イグジットする起業家たち〜』共著書、2018年
- 『元手10万円で100億円の売上をつくった事業のコピペ術　フランチャイズ本部のつくり方』、2019年
- 『中学生にもわかる会社の創り方・拡げ方・売り方』、2021年